# Atelier de production et de création
Pour les articles homonymes, voir APC.
A.P.C., sigle d’Atelier de Production et de Création est une marque de prêt-à-porter française, fondée en 1987 par Jean Touitou.

## Historique
En 1987, Jean Touitou, crée une ligne de vêtements qui sera à l’origine de la marque A.P.C. . Les vêtements de cette collection pour hommes portent des étiquettes qui précisent seulement le nom de la saison « HIVER 87 ».  Paris. 

### Années 1990
Les premières pièces des collections A.P.C. sont caractérisées par plusieurs aspects qui constituent toujours l’identité de la marque : une influence des vêtements de travail ou militaires,, la prééminence de matériaux classiques et non mélangées, la laine shetland ainsi que des coupes qui se veulent traditionnelles. Jean Touitou accapare ainsi une forme de mode minimaliste réalisée avec des pièces classiques et basiques. Rapidement, une addition centrale fait son entrée dans les collections : le denim brut japonais,,.
Dans les années 1990, la marque ouvre plusieurs boutiques internationales comme celles de Tokyo Daikanyama en 1991 ou New York Mercer Street, en 1993. En 1995, le catalogue de vente par correspondance, est lancé et sera rapidement suivi par le site internet en 1997. Ces ouvertures et lancements permettent à A.P.C. de s’internationaliser.

### Années 2000
La marque se développe et multiplie les ouvertures de boutique dans les années 2000. Elle collabore alors avec l’architecte Laurent Deroo qui signera par la suite la majorité des boutiques A.P.C. dans le monde.
En 2002, A.P.C. possède sept boutiques au Japon par exemple.Une nouvelle adresse parisienne ouvre rue Vieille du Temple en 2004 et à Berlin sur Mulackstrasse.
En 2009, A.P.C. s’installe de nouveau à Londres avec la boutique de Dover Street.

### Années 2010
En 2012, A.P.C. célèbre son vingt-cinquième anniversaire, et entre dans une nouvelle phase de son développement. Dans une démarche de durabilité de ses vêtements, A.P.C. propose à ses clients la possibilité de retourner leurs denims usés pour être transformés en butlers,. Dans une optique similaire, une attention tout particulière est portée sur l’utilisation des chutes de tissus, transformées en tote bags offerts aux clients en boutique.
En 2011, la designer Jessica Ogden, lance avec Jean Touitou la première série de quilts, de la marque, eux aussi confectionnés à partir de chutes de tissus. Après les rénovations du Q.G. de la rue Madame par Laurent Deroo, des présentations de collections y sont organisées pendant les fashion week.
Les ouvertures de boutiques continuent en Europe et également aux États-Unis à New York sur Bond Street en 2013 et trois boutiques ouvrent à Los Angeles entre 2014 et 2015.
En 2016, A.P.C. lance les soirées BAM BAM pendant la fashion week femme. Ces soirées, organisées en dehors de Paris aujourd’hui, permettent quatre fois par an d’inviter les clients A.P.C. à interagir avec la marque d’une manière différente puisque ces soirées, animées par de nombreux DJs, ne ressemblent pas à un événement institutionnel.
En 2017, A.P.C. célèbre ses trente ans,, d’existence en publiant avec Phaidon A.P.C. Transmission,, une importante monographie sur l’histoire de la marque et de son fondateur Jean Touitou. A.P.C. commence également à organiser des défilés et depuis 2018, ils sont inscrits au calendrier officiel de la Fédération de la Haute Couture et de la Mode.
Au début de sa quatrième décennie d’existence, A.P.C. continue son expansion et différencie légèrement ses activités.
Utilisant toujours des matériaux durables et non mélangés, A.P.C. amorce une transition vers des matériaux encore plus respectueux de l’environnement,,. Par ailleurs, les clients peuvent désormais retourner leurs vêtements A.P.C. en boutique en échange d’un avoir. Ces vêtements sont ensuite donnés à l’association Emmaüs.
En 2019, le programme Interaction, est lancé, une manière d’inviter des amis de la marque à participer aux collections en interprétant les vêtements classiques A.P.C. Une façon de se renouveler avec Kid Cudi,,,,Suzanne Koller ou encore Brain Dead,.
En plus de trente ans d’existence, A.P.C. est restée indépendante et compte plus de 70 points de vente en propre dans le monde et de 350 employés. Jean Touitou travaille avec sa femme Judith Touitou, directrice artistique d’A.P.C.
En 2023, A.P.C est cédée au fonds au fonds d'investissement L Catterton. 